# عثمان لوبيز
عثمان لوبيز (بالإسبانية: Osman López)‏ هو لاعب كرة قدم كولومبي، ولد في 30 يوليو 1970. لعب مع نادي ميلوناريوس.

## وصلات خارجية
- عثمان لوبيز على موقع قاعدة بيانات كرة القدم.إي يو (الإنجليزية)
- عثمان لوبيز على موقع ناشيونال فوتبول تيمز (الإنجليزية)